# Дмитрук Артем Геннадійович
Артем Геннадійович Дмитрук (28 червня 1993 , Козятин, Вінницька область ) — проросійський політик з України. З 2019 року — народний депутат України IX скл. Майстер спорту з пауерліфтингу. Іподиякон і прибічник УПЦ МП, антивакцинатор. Фігурант центру бази «Миротворець».
З 22 червня 2025 року перебуває під санкціями РНБО України.

## Життєпис
Закінчив Одеську юридичну академію (спеціальність «Правознавство»).
Керівник спортивного клубу, майстер спорту з пауерліфтингу. Срібний призер Кубка світу з Кроссліфтінгу 2018 року. Призер Чемпіонату світу з пауерліфтингу. Багаторазовий чемпіон і призер турнірів з самбо, рукопашного бою та панкратіону. Призер міжнародного турніру з боксу пам'яті Суворова. Чемпіон України з Кроссфіт. Найбільш фізично підготовлена людина 2017 на кубку України з Кроссфіт. Багаторазовий призер турнірів «Богатирські Ігри». Професійний атлет.
10 липня 2024 року, став іподияконом — найстаршим церковнослужителем — УПЦ МП.

## Політика
Був членом ГО «Ілля Муромець», співзасновник ГО «Я одесит — мені не все одно».
2019 року обраний народним депутатом від партії «Слуга народу» (в.о. № 133, Київський район Одеси), на час виборів був засновником «спортивних клубів» і безпартійним. Жив у Одесі.
Член Комітету ВРУ з питань правоохоронної діяльності. Член партії «Слуга народу». У листопаді 2021 був виключений із фракції. 22 травня 2022 року вступив у депутатську групу «Відновлення України».
Керівник групи з міжпарламентських зв'язків з Вірменією, брав участь у групах зв'язків з Іраком, Болгарією, Кубою, Пакистаном, Великою Британією, Румунією.

### Діяльність під час пандемії Covid-19
Під час епідемії критикував урядові заходи та вакцинацію, в тому числі під час відвідування ефірів проросійських телеканалів.

### Проросійська активність
У 2020 році Дмитрук з Олексієм Леоновим, прийшли з квітами до Будинку профспілок в Одесі, щоб вшанувати пам'ять проросійських сепаратистів, що загинули під час протистояння 2 травня 2014 року. 2 травня 2021 року Дмитрук взяв участь у фільмі проросійського пропагандиста Шарія про події 2 травня 2014 року в Одесі. Впродовж 2021 року депутат відвідував підсанкційні канали Медведчука і давав інтерв'ю проросійському виданню Шарій.net.

#### Після повномасштабного вторгнення
В Офісі генпрокурора зазначили, що Дмитрука підозрюють за кількома епізодами. Один з них стосується ситуації в Києві, коли нардеп «під час суперечки з військовим завдав останньому декілька ударів, зокрема, в область голови».
У жовтня 2023 року Дмитрук разом з іншим нардепом Олександром Куницьким зчинили бійку у Києві з військовим (про цей випадок стало відомо у повідомленні про підозру у серпні 2024 року).
У лютому 2024 року Дмитрук вніс заставу за Павла Музичука, ієродиякона УПЦ МП та фігуранта реєстру зрадників, затриманого СБУ за підозрою у виправдовуванні збройної агресії РФ проти України. У квітні журналісти Bihus.Info з'ясували, що Дмитрук співпрацював з підозрюваним у державній зраді проти України Сергієм Чертиліним, зокрема у «захисті» УПЦ МП через протидію прийняттю законопроєкту 8371, який має на меті заборону пов'язаних із РПЦ організацій.
У травні 2024 року Дмитрук опублікував відео на підтримку РПЦвУ, висловившись проти демонтажу незаконно встановленої каплиці-МАФ біля фундаменту Десятинного храму.
8 липня 2024 року, після масованого російського обстрілу, Дмитрук закликав до «миру з росіянами». 10 липня стало відомо, що він став іподияконом РПЦвУ 19 липня Дмитрук звернувся до уповноваженого з прав людини Лубінця із скаргою на «незаконне тримання» у СІЗО керівника Святогірської лаври митрополита РПЦвУ Арсенія, якого звинувачують у розголошені розташування блокпостів Сил оборони України.
17 серпня Дмитрук критикував ЗСУ і наступ на Курську область, заявляючи про «мародерство» і «знущання з цивільних», та порівняв українських військових з німецькими фашистами.

## Розслідування

### Звинувачення у побитті військового і втеча з України
24 серпня 2024 року Дмитрук незаконно виїхав із України, його помітили в поліції молдовського міста Штефан-Воде. 25 серпня, вже після втечі, йому було заочно повідомлено підозру за напад на правоохоронця та військового і спробу викрасти зброю днем раніше в Одесі. Під час іншого інциденту він побив поліцейського, завдавши йому ушкоджень середньої тяжкості.
26 серпня у ДБР підтвердили, що Дмитрук незаконно виїхав через КПП Павлівка до Молдови. 29 серпня ДБР оголосило Дмитрука в міжнародний розшук.
2 вересня Дмитрука помітили в Лондоні. ДБР повідомило про підозри трьом учасникам незаконного переправлення осіб через державний кордон за ч. 2 ст. 332 ККУ. Двом заочно, одного фігуранта затримано. 9 вересня Офіс генпрокурор звернувся до низки країн із запитом про затримання і арешт Дмитрука. За погодженням з Офісом генпрокурора до обліків генерального секретаріату Інтерполу було внесено клопотання про публікацію Червоного оповіщення щодо Дмитрука.
24 вересня Дмитрука було затримано поліцією у Лондоні, розглядалося питання його екстрадиції до України. 7 жовтня 2024 року Дмитрук, незважаючи на розшук, брав онлайн-участь у засіданні правоохоронного комітету Верховної ради, на ньому також були представники Нацполіції.
Перед свою загибеллю, одеський активіст Дем'ян Ганул планував опублікувати інформацію про те, як певні люди з оточення мера Одеси Труханова сприяли втечі Дмитрука за кордон.

### Звинувачення у поширенні російської пропаганди
У липні 2025 року YouTube заблокував для України два канали, які поширювали російську пропаганду, один із них належить Дмитруку, інший — канал колишнього нардепа Ігоря Мосійчука.

## Погляди
- Вважає, що ПЦУ «насильницько захопила» сотні храмів в УПЦ МП, назвавши УПЦ МП — «нашою церквою»[68], неодноразово виступав за збереження московського патріархату в Україні, лобіював інтереси УПЦ МП[69].
- Виправдовує порушення законів України щодо застосування державної мови в Україні юридичними особами, їхнім «незнанням української мови»[70].
- Дмитрук відомий антивакцинаторськими поглядами. У 2021 році Дмитрук увійшов до списку нардепів, які демонстративно відмовились вакцинуватись від коронавірусу[13][71].

## Скандали
29 серпня 2019 року в ВРУ пройшло голосування щодо обрання керівників парламенту, затвердження прем'єр-міністра та уряду України. Через кілька годин Дмитрук в інтерв'ю Радіо Свобода Україна не зміг назвати навіть прізвища прем'єр-міністра, за якого проголосував, хоча стверджував, що «спілкувався з ним у Трускавці».
6 лютого 2020 року Дмитрук в приміщенні Верховної Ради України вчинив бійку з Сергієм Власенком, депутатом ВРУ від «Батьківщини».
Був відсутній на засіданнях, що передували вторгненню росії в Україну (15 та 22 лютого).
У 2022 році Дмитрук влаштував бійку на засіданні земельної комісії Одеської міської ради. За допомогою групи підтримки він пройшов до зали на другому поверсі, де почав зривати засідання: бігати по столах і ламати меблі.
За даними Bihus.info, у 2023 році придбав авто вартістю не менше $35 тис..[значущість факту?]
5 жовтня 2023 року було оприлюднене відео, де чоловік зі слідами побиття стверджує, що близько 10 ранку на нього скоїли напад депутати Дмитрук та Куницький, за його словами, перед цим його звинувачували у шахрайстві та вимагали гроші, а потім повалили його на землю. Пізніше, був оприлюднений запис з камер відеоспостереження, де нібито фігурували ці депутати. На відео видно як 2 людини підходять до іншої, штовхають та притискають до стіни. Сам Дмитрук, у коментарі каналу Live сказав, що цей хлопець провокував його та Куницького з ножем, проте видання Українська правда зауважило, що судячи із запису, бійку спровокували депутати. Нацполіція Києва повідомила, що справою буде займатись Генеральна прокуратура.
26 жовтня 2023 року Дмитрук заступився за таксиста, який зневажливо відгукувався про українську мову в Києві.
У червні 2024 року Дмитрук публічно став на захист нардепа Миколи Тищенка після того, як він із охороною побили та затримали військового підрозділу Kraken у Дніпрі.